# Таирджал
Таирджал (азерб. Tahircal; (Чуторвац, в низовье Судурчай)) — река в Гусарском районе Азербайджана. Правый приток р. Самур.
Средний расход воды — 1,40 м³/с. Высота устья — 630 м над уровнем моря. Высота истока — 3850 м над уровнем моря.

## География
Река Таирджал берёт начало из снежника на горе Ярудаг близ Шахдагского массива, впадает в р. Самур с правого берега на 65 км от устья. Длина реки составляет 32 км, общее падение 3220 м, средний уклон 100 ‰, площадь водосбора 175 км².

## Притоки
Наиболее крупными притоками являются: Элинчай, Крухчай, Навчачай.